# Garamnémeti
Garamnémeti (szlovákul Tekovské Nemce) község Szlovákiában, a Nyitrai kerület Aranyosmaróti járásában.

## Fekvése
Aranyosmaróttól 10 km-re délkeletre, Garamszentbenedektől 2 km-re északnyugatra fekszik.

## Története
A falu területén már az újkőkorban emberi település volt.
A mai települést 1275-ben "Nempty" alakban említik először. Alapítói a garamszentbenedeki bencés kolostor birtokára érkezett német telepesek voltek. 1291-ben részben a kolostor, részben az esztergomi érsekség birtoka. 1312-ben "Nimthi" alakban említi oklevél. 1387-ben teljesen az érsekség birtokába került. 1397-ben már állt a falu temploma. 1536-ban 16 adózó portája volt. Lakói 1559-ben reformátusok lettek. 1573-ban felégette a török. 1601-ben 2 malom, plébánia és 72 ház állt a községben. 1715-ben malom, kocsma és 49 adózó volt a községben. 1776-ban az újonnan alapított besztercebányai püspökség birtoka lett. Lakói főként mezőgazdasággal foglalkoztak.
Vályi András szerint "NÉMETI. Tót falu Bars Várm. földes Ura a’ Besztercze Bányai Püspökség, lakosai katolikusok, fekszik Szent Benedekhez fél mértföldnyire, fája tűzre, és épűletre van, szőleje, legelője elég, földgye jó, réttye termékeny, Szent Benedekhez tsak egy fertály órányira lévén, vagyonnyait el adhattyák." 
Fényes Elek szerint "Némethi, tót falu, Bars vmegyében, Sz. Benedekhez 1/2 mfd., 736 kath. lak. Kath. paroch. templom. Szőlőhegye, erdeje, s jó legelőj van. F. u. a beszterczei püspök s a Boronkay család. Ut. p. Léva."
A trianoni békeszerződésig Bars vármegye Aranyosmaróti járásához tartozott.

## Népessége
| Év:            | 1994. | 2004. | 2014.   | 2024.   |
| -------------- | ----- | ----- | ------- | ------- |
| Emberek száma: | 1067  | 1067  | 1071    | 1029    |
| Eltérés:       |       | +0 %  | +0,37 % | -3,92 % |

| Év:            | 2023. | 2024.   |
| -------------- | ----- | ------- |
| Emberek száma: | 1039  | 1029    |
| Eltérés:       |       | -0,96 % |

1880-ban 749 lakosából 694 szlovák és 16 magyar anyanyelvű volt.
1890-ben 813 lakosából 793 szlovák és 14 magyar anyanyelvű volt.
1900-ban 960 lakosából 932 szlovák és 24 magyar anyanyelvű volt.
1910-ben 1018 lakosából 942 szlovák és 46 magyar anyanyelvű volt.
1921-ben 1058 lakosából 1049 csehszlovák és 5 magyar volt.
1930-ban 1104 lakosából 1102 csehszlovák és 2 magyar volt.
1991-ben 1123 lakosából 1085 szlovák és 2 magyar volt.
2001-ben 1078 lakosából 1056 szlovák és 1 magyar volt.
2011-ben 1059 lakosából 1044 szlovák volt.

## Nevezetességei
- Mindenszentek tiszteletére szentelt római katolikus temploma a 14. században épült. A 18. században barokk stílusban építették át, 1935-ben bővítették.
- Klasszicista kápolnája a 19. század első felében épült.
- A Szentháromság-oszlop 1875-ben készített népi alkotás.

## Külső hivatkozások
- Községinfó
- Garamnémeti Szlovákia térképén
- E-obce.sk Archiválva 2008. február 7-i dátummal a Wayback Machine-ben